# مقاطعة إمانيوويل (جورجيا)
مقاطعة إمانيوويل (بالإنجليزية: Emanuel County)‏ هي إحدى المقاطعات في ولاية جورجيا في الولايات المتحدة الأمريكية.